# Cteniscus promediatus
Cteniscus promediatus är en stekelart som först beskrevs av Mason 1955.  Cteniscus promediatus ingår i släktet Cteniscus och familjen brokparasitsteklar.

## Underarter
Arten delas in i följande underarter:
- C. p. cressoni
- C. p. arizonicus